# Distretto di Pagué
Il distretto di Pagué è un distretto di São Tomé e Príncipe situato sull'isola di Príncipe.

## Società

### Evoluzione demografica
- 1940 3.124 (5,2% della popolazione della nazione)
- 1950 4.402 (7,3% della popolazione della nazione)
- 1960 4.544 (7,1% della popolazione della nazione)
- 1970 4.593 (6,2% della popolazione della nazione)
- 1981 5.255 (5,4% della popolazione della nazione)
- 1991 5.471 (4,7% della popolazione della nazione)
- 2001 5.966 (4,3% della popolazione della nazione)